# Campeonato nacional de Estados Unidos 1918
Lista de los campeones del Campeonato nacional de Estados Unidos de 1918:

## Senior

### Individuales masculinos
Robert Lindley Murray vence a  Bill Tilden, 6–3, 6–1, 7–5

### Individuales femeninos
Molla Bjurstedt vence a  Eleanor Goss, 6–4, 6–3

### Dobles masculinos
Bill Tilden /  Vincent Richards vencen a  Fred Alexander /  Beals Wright, 6–3, 6–4, 3–6, 2–6, 6–4

### Dobles femeninos
Marion Zinderstein /  Eleonora Sears vencen a  Molla Bjurstedt /  Mrs. Rogge, 7–5, 8–6

### Dobles mixto
Hazel Wightman /  Irving Wright vencen a  Molla Bjurstedt /  Fred Alexander, 6–2, 6–4
| Predecesor: 1917 | Campeonato nacional de Estados Unidos 1918 | Sucesor: 1919                           |
| Predecesor: -    | Grand Slam 1918                            | Sucesor: Campeonato de Australasia 1919 |

- Datos: Q2411559